# Tinder詐騙王
《Tinder诈骗王》（英語：The Tinder Swindler）是一部由菲丽希缇·莫里斯执导的英国真实犯罪纪录片，2022年2月2日在Netflix上发布。电影原型为以色列骗子西蒙·列维耶夫。电影讲述他使用约会软件Tinder锁定目标，然后在情感上操纵这些人给钱支持他的奢侈生活。

## 故事背景
出生于以色列的Shimon Hayut周游欧洲，自称是俄罗斯-以色列钻石大亨列弗·里維夫的儿子。 他使用约会软件Tinder以西蒙·列維耶夫的身份勾搭女性，并诱骗她们借钱给他，但从未还钱。他用奢华的礼物吸引女人，并用以前从其他女人身上骗来的钱带她们去私人飞机上吃晚饭。他还会假装自己是“敌人”的目标，经常向每个女人发送相同的消息和图片，说他刚刚被刀袭击，但他的保镖救了他并且负伤。然后，由于“安全环境”遭到破坏，他要求受害者提供经济帮助，借口说这也导致他无法使用信用卡和银行卡；为了提供帮助，这些妇女经常会通过银行贷款和办理新的信用卡。 然后，他将利用诈骗获得的钱来引诱新的受害者，实质上是在搞庞氏骗局。  最后他还会发送虚假银行转账的信息来假装偿还受害者 ，然后与受害者断绝联系。 

## 评价
泰晤士报的作家凯文·马赫给这部电影打4/5颗星，说它是“网络约会纪录片的大白鲨”：“它十分发自内心、发人深省和令人担忧，这部电影之后的在线约会看起来确实都是非常鲁莽的选择。”  《卫报》的丽贝卡·尼科尔森（Rebecca Nicholson）也给了它 4/5 星：“这部电影十分狡猾聪明，让你想看更多，而不是想找个角度吹毛求疵。” 《独立报》的艾德·卡明（Ed Cumming）也给了它 4/5 星。他说：“尽管中心情节很棒，无尽的阴影伴随揪心的配乐有时令电影会陷入许多现代纪录片常见的自我放纵的情况中。” 
有线电视新闻网的布赖恩·洛瑞（Brian Lowry）对这部电影持批评的态度：“将Lifetime电影的品质与抓人的标题相结合，商业元素几乎不会掩盖这个故事本身的无聊。” 
这部电影在1月31日到2月6日这一周的全球观看时长为4580万小时，在92个国家及地区的Netflix排名前10。 

### 其他回应
电影上映后，Tinder永久禁止Leviev登录其平台。 
2022年2月4日Variety报道称，Netflix计划将这部纪录片制作成一部戏剧化电影。 
Netflix发布了一个特别的播客伴侣，由三部分组成，讲述这部纪录片的制作过程并深挖Leviev的生活以及手段。 
2022年2月5日，三名受害者发起了GoFundMe筹款活动，请求补偿他们的债务。 